# Масов
Масов (њем. Massow) општина је у њемачкој савезној држави Мекленбург-Западна Померанија. Једно је од 60 општинских средишта округа Мириц. Према процјени из 2010. године у општини је живјело 227 становника. Посједује регионалну шифру (AGS) 13056044.

## Географски и демографски подаци
Масов се налази у савезној држави Мекленбург-Западна Померанија у округу Мириц. Општина се налази на надморској висини од 76 метара. Површина општине износи 17,4 km². У самом мјесту је, према процјени из 2010. године, живјело 227 становника. Просјечна густина становништва износи 13 становника/km².